# براونز لیک (ویسکانسین)
براونز لیک (به انگلیسی: Browns Lake) یک منطقهٔ مسکونی در ایالات متحده آمریکا است که در Burlington (town) واقع شده‌است. براونز لیک ۷٫۲ کیلومتر مربع مساحت و ۲٬۰۳۹ نفر جمعیت دارد و ۲۳۸ متر بالاتر از سطح دریا واقع شده‌است.